# Chromocryptus amaichus
Chromocryptus amaichus là một loài tò vò trong họ Ichneumonidae.